# Мана (японський музикант)
Мана (яп. 魔名) — японський музикант, автор пісень, продюсер та модельєр, найбільш відомий як гітарист віжуал кеі рок бенду «Malice Mizer», започаткованого у 1992 р. та оголосившого перерву на невизначений час з 2001. Роком пізніше Мана сформував готик-метал гурт «Moi dix Mois» як сольний проєкт.
У 1994 році Мана заснував незалежний лейбл звукозапису під назвою «Midi: Nette» (з французької «зіркоока дівчина»). На додаток до підписання електронно-музичного дуету «Schwarz Stein», лейбл випустив більшу частину музичної продукції «Malice Mizer» і всі матеріали гурту «Moi dix Mois». Його бренд одягу, «Moi-même-Moitié», був заснований у 1999 році та вважається рушієм в популяризації модного руху готичної лоліти.

## Раннє життя
Мана народився у Хірошімі. Ще у ранньому дитинстві батьки, що були музичними вчителями, ознайомили його з класичною музикою. Мана почав займатися музикою коли був у старшій школі, надихнувшись «Mötley Crüe», й навчився грі на барабанах через Томмі Лі. У підлітковому віці він відчував відразу до всього «дівчачого» й описував себе як «мачо» з деструктивною поведінкою.

## Кар'єра
Справжнє ім'я Мани не оголошується публічно. Його сценічний псевдонім, іноді написаний канджі як «魔名», означає «зле ім'я» або «ім'я диявола». Шанувальники називають його Мана-сама.
Першим відомим гуртом Maни був підпільний «Ves.tearge», заснований у 1986 році. Пізніше він доєднався до панк-рок групи «Girl'e», що була активною у 1988—1990 роках. В обидвих групах він був гітаристом, відомим під псевдонімом Серина. З 1990 по 1992 роки Мана грав на бас-гітарі в гурті “Matenrou” (яп. 摩天楼, "Хмарочос"). Покинувши їх у квітні 1992 року, Maнa та гітарист «Matenrou» Козі вже у серпні заснували «Malice Mizer». Мана був головним гітаристом групи, автором пісень, хореографом і загальним художнім директором. Після того, як у 2001 році «Malice Mizer» оголосили свою перерву на невизначений час, Maна заснував свій сольний проєкт — «Moi dix Mois» (2002 р). В ньому він власноруч створював всю музику, писав тексти, продюсував, режисував та розробляв сценічні костюми для учасників.
У 1994 році, для випуску дебютного альбому «Malice Mizer» «Memoire», Мана заснував незалежний лейбл «Midi: Nette». На додаток до більшості робіт «Malice Mizer» і всіх робіт «Moi dix Mois», «Midi: Nette» також випустили музику електронного візуал-кей дуету «Schwarz Stein». Підписаний до лейблу з 2002 року, Мана також продюсував для них. Але, незважаючи на зростаючий успіх, «Schwarz Stein» розпалися в березні 2004 року.
В 1999 році Мана створив власний лейбл одягу «Moi-même-Moitié». Він представив дві лінії дизайну під назвами «Elegant Gothic Lolita» та «Elegant Gothic Aristocrat». Він регулярно з'являється в найпопулярнішому сценічному виданні «Gothic & Lolita Bible», розробляючи власні дизайни та оновлюючи свої інші проєкти. Мана отримав міжнародне визнання у сфері моди за свої старання. У 2007 році британська письменниця Філомена Кіт включила його до семи дизайнерів у своїй «Tokyo Look Book». Деякі інші видання, присвячені японській моді та культурі, як «Style Deficit Disorder», також представляли Ману у своїх випусках. Коллекції одягу та прикрас «Moi-même-Moitié» продавалися в бутиках Парижа та Нідерландів. Станом на жовтень 2019 року його колекція продається виключно онлайн.
У 2004 році Мана почав виходити на міжнародний рівень, відкривши свій фан-клуб для зарубіжних прихильників (що є рідкістю серед японських музикантів) і створивши міжнародні канали для розповсюдження своєї музики та модних колекцій. У березні 2005 року він відіграв свої перші концерти з «Moi dix Mois» за межами Японії: в Мюнхені, Німеччина та Парижі, Франція. Під час них він давав інтерв'ю та був представлений на обкладинках європейських музичних журналів, таких як готичний німецький журнал «Orkus».
Наприкінці 2007 року гурт «Moi dix Mois» знов повернувся до Європи, виступивши у Франції (30 січня 2008 року випущено DVD з записом концерту), а також у Німеччині, Фінляндії, Швеції, Іспанії та Італії.
У 2012 році «Moi dix Mois» оголосили про свій перший латиноамериканський тур під назвою «Tetsugaku no kakera — Chapter Six～ Latin Mérica Tour». Гурт планував відвідати Бразилію, Чилі, Аргентину та Мексику, але в результаті тур було скасовано.
Мана також продюсував соло вокаліста та віолончеліста Канона Вакешіму, який дебютував у травні 2008 року на «Sony Defstar Records».

## Музичний стиль
Стиль написання музики в Мани орієнтований на почуття. Він відмовляється вчити теорію музики, оскільки бажає створювати мелодії та гармонії, відмінні від інших гуртів, і вважає звичайні пісні з базовими акордними прогресіями нудними. Він створює на основі заздалегідь придуманої історії, обирає відповідний звук, використовуючи переважно гітару та клавішні інструменти. Він вірить у природний потік композицій, і тому «його композиції часто змінюють ритм або тональність, мають декілька мелодій і, як правило, непередбачувані».

## Публічний образ

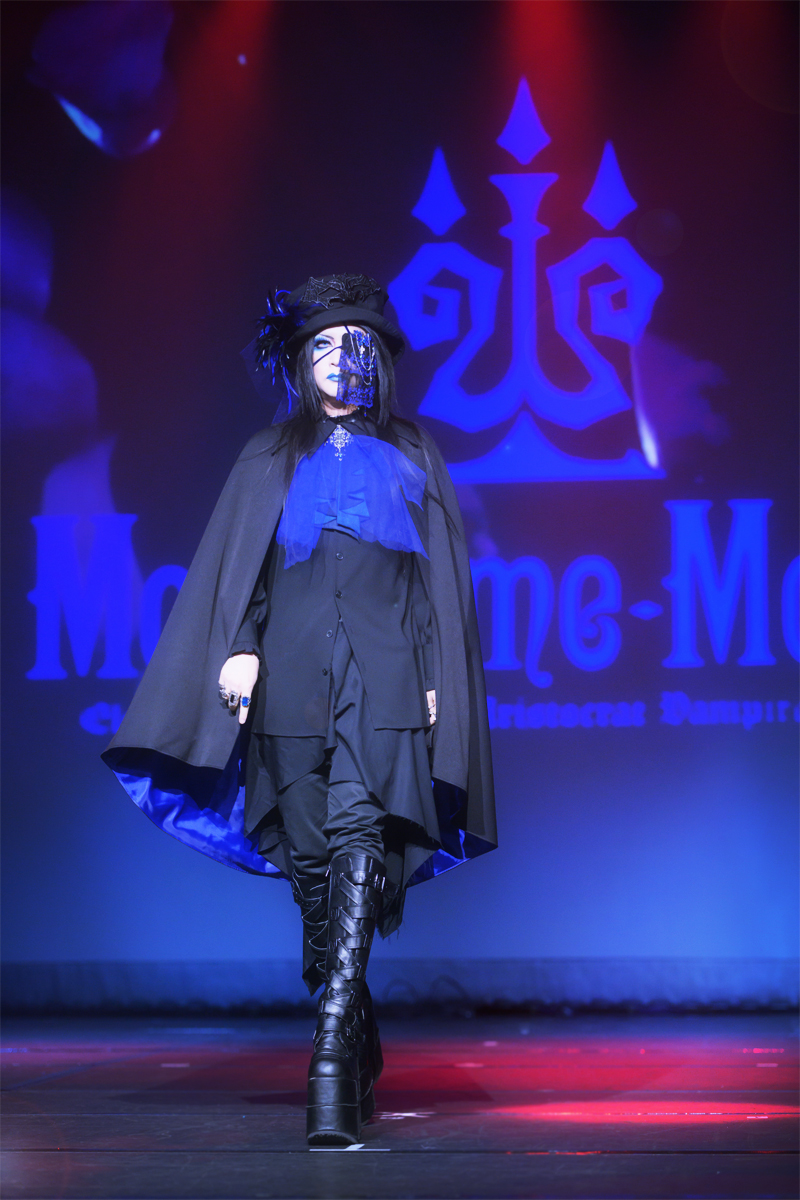
Мана на модному показі від «Moi-même-Moitié», 2019 рік

З часів «Malice Mizer» Мана рідко говорить на публіці. Хоча на початку це не було свідомим рішенням, пізніше, коли стрімкий розвиток гурту став очевидним, він зачепився за цю ідею. У друкованих інтерв'ю він розмовляє нормально, але в відео інтерв'ю Мана зазвичай шепоче на вухо іншому учаснику гурту чи довіреній особі, яка потім передає його слова інтерв'юеру. Також, він був відомий тим, що просто дивився в камеру, коли з'являлися субтитри, іноді використовував картки «Так/Ні», виражав себе пантомімою або за допомогою музичних інструментів.
Однак, він все ж розмовляв у деяких випадках. У 1996 році в інтерв'ю «Malice Mizer» на телешоу «Hot Wave», коли його представляли, він тихо назвав своє ім'я і посаду в гурті. Але протягом решти інтерв'ю Мана шепотів на вухо Гакту. Він також запропонував свій вокал для пісні «Kyomu no Naka de no Yuugi». У Твіттері Мана заявив, що, коли співав наживо, для цієї пісні він не використовував розщеплений вокал, а натомість шепотів текст.
Мана також відомий тим, що носить «жіночний» одяг. Сам Мана сказав, що хотів бути оннагатою (яп. термін: актори чоловічої статі, що відіграють жіночі ролі в театрі «Кабукі»). Англомовний японський музичний вебсайт «JaME» повідомив, що він почав відкривати свою «жіночну сторону» ще до участі в гурті «Malice Mizer». Його нестача спілкування в поєднанні з прихильністю до «жіночного» одягу призвели до того, що люди повірили, що він насправді жінка. Японський музичний вебсайт «Barks» заявив, що після Мани та «Malice Mizer» кількість віжуал кеі гуртів з учасниками в стилі оннагата зросла.

## Історія групи
- «Ves.tearge» — гітара[20] під псевдонімом Серина (старша школа) (1986—1987 рр.)
- «Girl'e» — гітара, синтезатор як Серина (1988—1990 рр.)
- «Matenrou» (摩天楼) — бас (1990—1992 рр.)
- «Malice Mizer» — гітара, синтезатор, клавішні, програмування (1992—2001 рр.)
- «Moi dix Mois» — гітари, програмування (2002–теперішній час)

### Інші виступи
- «Art Marju Duchain» — гітара (1994 Visual Art Collection Vol.1 ~喜劇的晚餐~ — 1996.11.08 «Visual Art Collection» ~喜劇的晚餐~, Шибуя)
- «Mana's Not Dead» — барабани («Dis Inferno Vol. V», Шибуя 26.12.2007, Visual-Kei DVD Magazine Vol. 2)